# Tami T
Tami T (Gotemburgo, 1987), anteriormente Tami Tamaki, es una figura de la canción y la composición de origen sueco.

## Biografía
Nació en Gotemburgo, Suecia. Su estilo musical y artístico se centra en difuminar los roles de género, con énfasis en los aspectos más introspectivos de la identidad de género. Tami T ha rechazado en varias entrevistas darle una definición a su identidad de género.
Tami T formó parte de bandas punk cuando era adolescente, y a los 18 años comenzó a producir su propia música. No fue hasta que se mudó de Gotemburgo a Leipzig (Alemania) en el año 2013, que comenzó a realizar sencillos del género glitter electronica bajo el nombre de Tami Tamaki.
Su popularidad creció tras la publicación de su canción «I never loved this hard this fast before» en la película Something Must Break de 2014 dirigida por Ester Martin Bergsmark. Desde marzo de 2016, su nombre de artista se abrevia como Tami T. En una entrevista ese mismo año, Tami afirmó vivir en Estocolmo.
Lanzó su álbum debut High Pitched and Moist en 2019 bajo el sello discográfico Trannytone Records. Su música también apareció en la serie de televisión noruega Skam. Coprodujo la canción «A Part of Us» en el álbum Plunge de Fever Ray en 2017, artista con quien realizaría más tarde una gira conjunta.

## Discografía

### Álbumes de estudio
- High pitched and moist (2019)